# Santiago (pera)
Santiago, es el nombre de una variedad cultivar de pera europea Pyrus communis. Esta pera está cultivada en la colección de la Estación Experimental Aula Dei (Zaragoza). Esta pera también está cultivada en diversos viveros entre ellos algunos dedicados a conservación de árboles frutales en peligro de desaparición. Esta pera variedad muy antigua es originaria de España, en La Coruña (comunidad autónoma de Galicia), y tuvo su mejor época de cultivo comercial antes de la década de 1960, y actualmente en menor medida aún se encuentra.

## Historia
En España 'Santiago' está considerada incluida en las variedades locales autóctonas muy antiguas, cuyo cultivo se centraba en comarcas muy definidas. Se caracterizaban por su buena adaptación a sus ecosistemas y podrían tener interés genético en virtud de su adaptación. Se encontraban diseminadas por todas las regiones fruteras españolas, aunque eran especialmente frecuentes en la España húmeda. Estas se podían clasificar en dos subgrupos: de mesa y de cocina (aunque algunas tenían aptitud mixta).
'Santiago' es una variedad clasificada como de mesa, se utiliza también en la cocina, difundido su cultivo en el pasado por los viveros comerciales y cuyo cultivo en la actualidad se ha reducido a huertos familiares y jardines privados.

## Características
El peral de la variedad 'Santiago' tiene un vigor medio; florece a finales de abril; tubo del cáliz pequeño o medio con conducto corto y estrecho.
La variedad de pera 'Santiago' tiene un fruto de tamaño de pequeño a mediano; forma turbinada, o piriforme, cuello variable, simétrica o ligeramente asimétrica, con el contorno irregularmente redondeado; piel lisa, brillante; color de fondo amarillo, con chapa bastante extensa de bonito color rosa fuerte, cubriendo principalmente la base del fruto, presenta punteado muy abundante, grande, blanquecino con aureola verdosa sobre el fondo y carmín muy llamativo sobre la chapa, "russeting" (pardeamiento áspero superficial que presentan algunas variedades) débil; pedúnculo longitud media, fino, ligeramente engrosado en su extremo, recto o ligeramente curvo, implantado generalmente derecho, cavidad peduncular nula o formada simplemente por un pequeño repliegue en la base del pedúnculo, con frecuencia ápice mamelonado con un lado más alto que el otro; cavidad calicina inexistente; ojo mediano, abierto, ligeramente prominente. Sépalos largos y estrechos con las puntas rizadas, base unida y carnosa.
Carne de color blanco crema; textura de tipo medio firme, algo pastosa, poco jugosa; sabor dulce, agradable; corazón mediano. Eje estrecho, cerrado. Celdillas medianas o pequeñas, ocupadas casi totalmente por las semillas. Semillas de tamaño grande o medias, semi-globosas, aplastadas en la cara interna, color castaño amarillento claro.
La pera 'Santiago' tiene una maduración durante la primera quincena de julio (en E. E. Aula Dei de Zaragoza). Aguanta en buenas condiciones un mes de almacenamiento en un ambiente refrigerado. Se usa como pera de mesa fresca, y en cocina.